# Esqui estilo livre nos Jogos Olímpicos de Inverno de 2018 - Ski cross feminino
O ski cross feminino do esqui estilo livre nos Jogos Olímpicos de Inverno de 2018 foi disputado nos dias 22 e 23 de fevereiro no Parque de Neve Phoenix, em Pyeongchang.

## Medalhistas
| Ouro   | CAN Kelsey Serwa    |
| Prata  | CAN Brittany Phelan |
| Bronze | SUI Fanny Smith     |

## Programação
Horário local (UTC+9).
| Data            | Horário | Evento            |
| --------------- | ------- | ----------------- |
| 22 de fevereiro | 10:00   | Ranqueamento      |
| 23 de fevereiro | 10:05   | Fase eliminatória |

## Resultados

### Ranqueamento
A fase de ranqueamento serve para determinar qual bateria cada atleta vai disputar e contra quem ela vai competir. Cada atleta realizou uma descida.
| Pos. | Ordem | Atleta                       | Tempo   | Diferença |
| ---- | ----- | ---------------------------- | ------- | --------- |
| 1    | 13    | CAN Marielle Thompson        | 1:13.11 | —         |
| 2    | 15    | CAN Kelsey Serwa             | 1:13.33 | +0.22     |
| 3    | 9     | CAN Brittany Phelan          | 1:13.56 | +0.45     |
| 4    | 1     | SWE Sandra Näslund           | 1:13.58 | +0.47     |
| 5    | 12    | SUI Fanny Smith              | 1:13.90 | +0.79     |
| 6    | 3     | FRA Alizée Baron             | 1:14.11 | +1.00     |
| 7    | 7     | AUT Katrin Ofner             | 1:14.30 | +1.19     |
| 8    | 5     | AUT Andrea Limbacher         | 1:14.71 | +1.60     |
| 9    | 6     | AUS Sami Kennedy-Sim         | 1:14.97 | +1.86     |
| 10   | 16    | SUI Sanna Lüdi               | 1:15.13 | +2.02     |
| 11   | 10    | CAN India Sherret            | 1:15.48 | +2.37     |
| 12   | 14    | FRA Marielle Berger Sabbatel | 1:15.60 | +2.49     |
| 13   | 18    | CZE Nikol Kučerová           | 1:15.61 | +2.50     |
| 14   | 11    | ITA Debora Pixner            | 1:15.72 | +2.61     |
| 15   | 4     | OAR Anastasiia Chirtcova     | 1:15.83 | +2.72     |
| 16   | 19    | SUI Talina Gantenbein        | 1:15.97 | +2.86     |
| 17   | 2     | SWE Lisa Andersson           | 1:16.15 | +3.04     |
| 18   | 24    | CHI Stephanie Joffroy        | 1:16.70 | +3.59     |
| 19   | 20    | OAR Victoria Zavadovskaya    | 1:16.80 | +3.69     |
| 20   | 8     | GER Julia Eichinger          | 1:17.56 | +4.45     |
| 21   | 17    | JPN Reina Umehara            | 1:17.81 | +4.70     |
| 22   | 23    | GBR Emily Sarsfield          | 1:18.25 | +5.14     |
| 23   | 22    | SUI Priscillia Annen         | 2:30.03 | +1:16.92  |
| 24   | 21    | ITA Lucrezia Fantelli        | DNS     | +9.99 !   |

### Fase eliminatória
Na fase eliminatória as atletas descem em baterias de até quatro esquiadoras e as duas melhores de cada bateria seguem avançando na competição. A partir das semifinais, as melhores esquiadoras se classificam para a Grande final enquanto que as restantes disputam a Pequena final.

#### Oitavas de final
| Pos. | Bib | Atleta                | Notas |
| ---- | --- | --------------------- | ----- |
| 1    | 17  | SWE Lisa Andersson    | Q     |
| 2    | 16  | SUI Talina Gantenbein | Q     |
| 3    | 1   | CAN Marielle Thompson |       |

| Pos. | Bib | Atleta                | Notas |
| ---- | --- | --------------------- | ----- |
| 1    | 8   | AUT Andrea Limbacher  | Q     |
| 2    | 9   | AUS Sami Kennedy-Sim  | Q     |
|      | 24  | ITA Lucrezia Fantelli | DNS   |

| Pos. | Bib | Atleta                       | Notas |
| ---- | --- | ---------------------------- | ----- |
| 1    | 5   | SUI Fanny Smith              | Q     |
| 2    | 12  | FRA Marielle Berger Sabbatel | Q     |
| 3    | 21  | JPN Reina Umehara            |       |

| Pos. | Bib | Atleta              | Notas |
| ---- | --- | ------------------- | ----- |
| 1    | 4   | SWE Sandra Näslund  | Q     |
| 2    | 13  | CZE Nikol Kučerová  | Q     |
| 3    | 20  | GER Julia Eichinger |       |

| Pos. | Bib | Atleta                    | Notas |
| ---- | --- | ------------------------- | ----- |
| 1    | 3   | CAN Brittany Phelan       | Q     |
| 2    | 14  | ITA Debora Pixner         | Q     |
| 3    | 19  | OAR Victoria Zavadovskaya |       |

| Pos. | Bib | Atleta              | Notas |
| ---- | --- | ------------------- | ----- |
| 1    | 6   | FRA Alizée Baron    | Q     |
| 2    | 22  | GBR Emily Sarsfield | Q     |
|      | 11  | CAN India Sherret   | DNF   |

| Pos. | Bib | Atleta               | Notas |
| ---- | --- | -------------------- | ----- |
| 1    | 7   | AUT Katrin Ofner     | Q     |
| 2    | 10  | SUI Sanna Lüdi       | Q     |
| 3    | 23  | SUI Priscillia Annen |       |

| Pos. | Bib | Atleta                   | Notas |
| ---- | --- | ------------------------ | ----- |
| 1    | 2   | CAN Kelsey Serwa         | Q     |
| 2    | 15  | OAR Anastasiia Chirtcova | Q     |
| 3    | 18  | CHI Stephanie Joffroy    |       |

#### Quartas de final
| Pos. | Bib | Atleta                | Notas |
| ---- | --- | --------------------- | ----- |
| 1    | 9   | AUS Sami Kennedy-Sim  | Q     |
| 2    | 17  | SWE Lisa Andersson    | Q     |
| 3    | 16  | SUI Talina Gantenbein |       |
| 4    | 8   | AUT Andrea Limbacher  | DNF   |

| Pos. | Bib | Atleta                       | Notas |
| ---- | --- | ---------------------------- | ----- |
| 1    | 5   | SUI Fanny Smith              | Q     |
| 2    | 4   | SWE Sandra Näslund           | Q     |
| 3    | 12  | FRA Marielle Berger Sabbatel |       |
| 4    | 13  | CZE Nikol Kučerová           |       |

| Pos. | Bib | Atleta              | Notas |
| ---- | --- | ------------------- | ----- |
| 1    | 3   | CAN Brittany Phelan | Q     |
| 2    | 6   | FRA Alizée Baron    | Q     |
| 3    | 14  | ITA Debora Pixner   |       |
| 4    | 22  | GBR Emily Sarsfield |       |

| Pos. | Bib | Atleta                   | Notas |
| ---- | --- | ------------------------ | ----- |
| 1    | 2   | CAN Kelsey Serwa         | Q     |
| 2    | 10  | SUI Sanna Lüdi           | Q     |
| 3    | 7   | AUT Katrin Ofner         |       |
|      | 15  | OAR Anastasiia Chirtcova | DNF   |

#### Semifinais
| Pos. | Bib | Atleta               | Notas |
| ---- | --- | -------------------- | ----- |
| 1    | 4   | SWE Sandra Näslund   | BF    |
| 2    | 5   | SUI Fanny Smith      | BF    |
| 3    | 9   | AUS Sami Kennedy-Sim | SF    |
| 4    | 17  | SWE Lisa Andersson   | SF    |

| Pos. | Bib | Atleta              | Notas   |
| ---- | --- | ------------------- | ------- |
| 1    | 3   | CAN Brittany Phelan | BF      |
| 2    | 2   | CAN Kelsey Serwa    | BF      |
| 3    | 10  | SUI Sanna Lüdi      | SF      |
|      | 6   | FRA Alizée Baron    | DNF, SF |

#### Finais
Pequena final
| Pos. | Bib | Atleta               | Notas |
| ---- | --- | -------------------- | ----- |
| 5    | 6   | FRA Alizée Baron     |       |
| 6    | 17  | SWE Lisa Andersson   |       |
| 7    | 10  | SUI Sanna Lüdi       |       |
| 8    | 9   | AUS Sami Kennedy-Sim |       |

Grande final
| Pos. | Bib | Atleta              | Notas |
| ---- | --- | ------------------- | ----- |
| 01 ! | 2   | CAN Kelsey Serwa    |       |
| 02 ! | 3   | CAN Brittany Phelan |       |
| 03 ! | 5   | SUI Fanny Smith     |       |
| 4    | 4   | SWE Sandra Näslund  |       |

Legenda
| Recorde mundial      | Recorde mundial (World record)               |                       | Recorde africano                      | Recorde africano (African) |                                           | Q | Classificado por posição (Qualified) |
| Recorde olímpico     | Recorde olímpico (Olympic record)            | Recorde da América    | Recorde da América (Americas)         | q                          | Classificado por melhor tempo (Qualified) |   |                                      |
| Melhor marca do ano  | Melhor marca do ano (World leading)          | Recorde asiático      | Recorde asiático (Asian)              | DNS                        | Não largou (Did not start)                |   |                                      |
| Recorde nacional     | Recorde nacional (National record)           | Recorde europeu       | Recorde europeu (European)            | DNF                        | Não terminou (Did not finish)             |   |                                      |
| Recorde pessoal      | Recorde pessoal do atleta (Personal best)    | Recorde da Oceania    | Recorde da Oceania (Oceania)          | DSQ / DQ                   | Desclassificado (Disqualified)            |   |                                      |
| Recorde da temporada | Recorde da temporada do atleta (Season best) | Recorde sul-americano | Recorde sul-americano (South America) | NM                         | Sem marca (No mark)                       |   |                                      |